# Лаакірхен
Лаакірхен (нім. Laakirchen) — місто в Австрії, у федеральній землі Верхня Австрія.
Входить до складу округу Гмунден. Населення становить 9861 особа (на 1 січня 2018 року). Займає площу 32,47 км².